# Renato Carosone
Renato Carosone (Nápoles, 3 de janeiro de 1920 – Roma, 20 de maio de 2001) foi um cantor, pianista e compositor italiano, um dos mais reconhecidos da música daquele país na segunda metade do século XX. Foi também um intérprete moderno de canções tradicionais de Nápoles.

## Biografia
Renato Carosone nasceu em Nápoles. Estudou piano em conservatório local, graduando em 1937. Logo, assinou um contrato como músico para uma turnê pela África. Após o término do trabalho, estabeleceu-se em Addis Abeba (Etiópia) trabalhando como pianista, e se tornou famoso na região. Retornou à Itália somente em 1946, após o fim da Segunda Guerra Mundial. Desconhecido em seu próprio país, teve que recomeçar sua carreira, tocando piano em pequenas bandas.
Em 1949, foi convidado a fundar um grupo para um evento. Após algumas audições, recrutou o guitarrista neerlandês Peter Van Wood e o baterista napolitano Gegè Di Giacomo, formando assim o Trio Carosone. Tornaram-se um quarteto com o húngaro Elek Bacsik no baixo, guitarra e violino. Posteriormente, Van Wood e Bacsik deixaram o grupo para começar carreira solo. Gegè Di Giacomo permaneceu com Carosone, que contactou outros músicos para formar uma nova banda.
Durante a década de 1950, Carosone se tornou cada vez mais popular. Sua orquestra era requisitada na Itália e internacionalmente. Por exemplo, a canção "Torero" permaneceu no topo da parada dos Estados Unidos por quatorze semanas, sendo traduzida para doze línguas e ganhando pelo menos trinta versões. 
Carosone anunciou sua aposentadoria em 1960, no topo do sucesso, e passou a desenvolver outras atividades, como a pintura. Entretanto, em 9 de agosto de 1975, o músico retornou à música com um concerto para a televisão; passou também a apresentar-se em concertos.
Em 2001, aos 81 anos, Carosone morreu em Roma. 
Em 2010, a banda de house music Yolanda Be Cool e o DJ e produtor DCUP, ambos australianos, lançaram um "remix" da música Tu vuò fà l'americano e a renomeou para We No Speak Americano, que virou uma das músicas eletrônicas mais tocadas nas paradas de sucesso daquele ano em todo o mundo.